# Amblymora australica
Amblymora australica är en skalbaggsart som beskrevs av Stefan von Breuning 1948. Amblymora australica ingår i släktet Amblymora och familjen långhorningar. Inga underarter finns listade i Catalogue of Life.